# Louis-Marie Baader
Pour les articles homonymes, voir Baader.
Louis-Marie Baader, né à Lannion le 20 juin 1828 et mort à Morlaix le 2 décembre 1920, est un peintre français.

## Biographie
Louis-Marie Baader est le fils d'un musicien allemand servant dans le régiment du comte Jacques Boudin de Tromelin, et de sa femme d'origine normande. Soutenu par le comte, qui l'a vraisemblablement initié à l'art, il monte à Paris où il est admis à l'École beaux-arts en 1848 dans l’atelier d’Adolphe Yvon. Il commence à pratiquer la lithographie et la gravure sur bois avant de peindre. Réalisant pendant quelques années décorations d'églises et commandes de particuliers, il débute au Salon de 1857. Dès lors, il y expose quasiment chaque année jusqu'en 1914, obtenant une médaille en 1866 pour Héro et Léandre et une médaille de 3e classe en 1874 pour La Gloire posthume, ce qui lui permet de vendre de nombreuses toiles à l'État,. Ses thèmes d'inspiration évoluent au cours de sa carrière : après une longue période consacrée à des thèmes historiques, il pratique la peinture de genre puis la peinture régionaliste bretonne avant de revenir finalement à l'histoire militaire récente.
Demeuré célibataire toute sa vie, il meurt le 2 décembre 1920. Il est enterré au cimetière Saint-Charles à Morlaix.

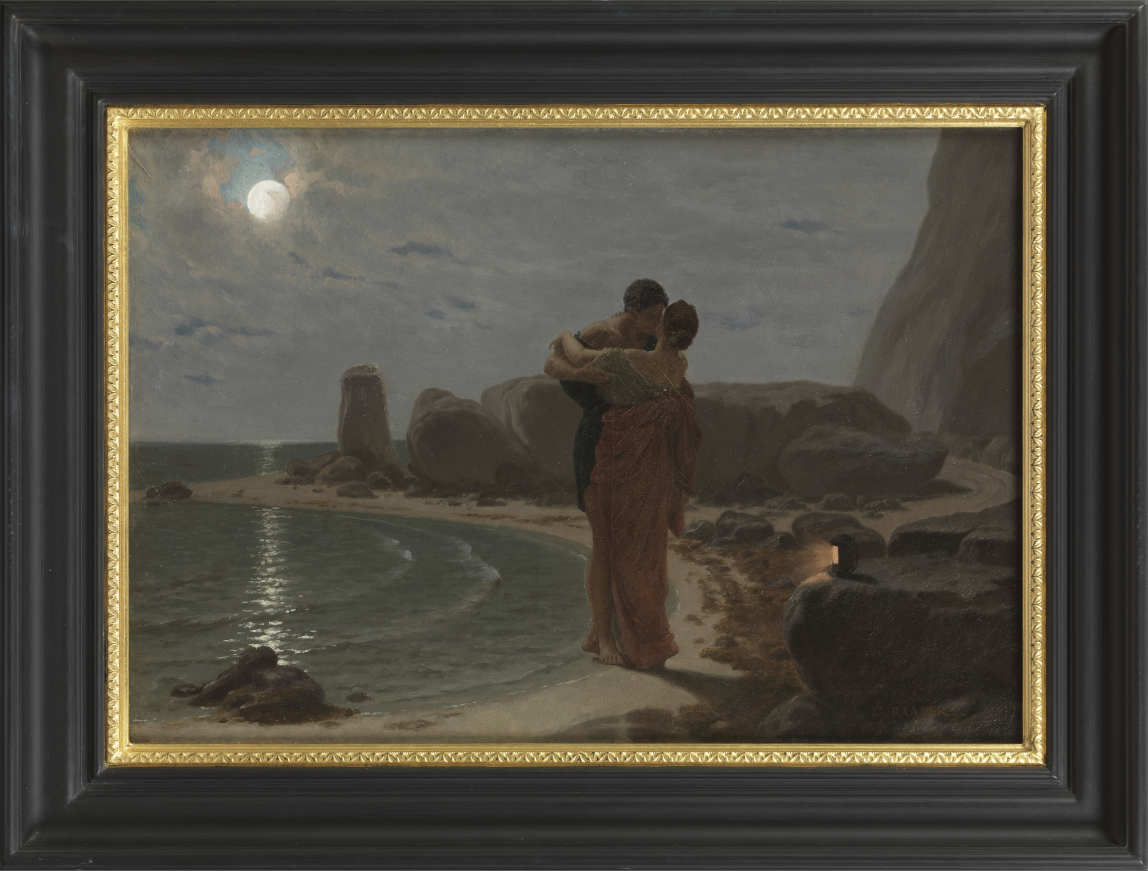
Héro et Léandre, 1866, huile sur toile, 53 x 70 cm. Nemours, Château-Musée, 1904.25.1

## Œuvres référencées
| Tableau | Titre                                                              | Date     | Dimensions     | Notes                                                | Lieu de conservation                                                       |
| ------- | ------------------------------------------------------------------ | -------- | -------------- | ---------------------------------------------------- | -------------------------------------------------------------------------- |
|         | Nymphe endormie surprise par l'Amour                               | 1857     | 34,5 × 54,5 cm | huile sur toile                                      | Morlaix, musée des beaux-arts                                              |
|         | En pays conquis                                                    | 1859     | 234 × 165 cm   | huile sur toile                                      | Morlaix, musée des beaux-arts                                              |
|         | L'Amour et Vénus                                                   | 1862     | 50,5 × 61 cm   | huile sur toile                                      | Morlaix, musée des beaux-arts                                              |
|         | Naïade                                                             | 1866     | 130 × 150 cm   | huile sur toile                                      | Morlaix, musée des beaux-arts                                              |
|         | Hero et Léandre                                                    | 1866     |                | esquisse de la peinture de Grenoble, huile sur toile | Nemours, Château-Musée                                                     |
|         | Hero et Léandre                                                    | 1866     | 106 × 180 cm   | huile sur toile                                      | Grenoble, musée de Grenoble, dépôt du Fonds national d'art contemporain.   |
|         | Ulysse et Nausicaa                                                 | 1867     | 83,5 × 172 cm  | huile sur toile                                      | Niort, musée Bernard-d'Agesci, Donné par Napoléon III                      |
|         | Autoportrait                                                       | 1867     | 40 × 32 cm     | huile sur toile marouflée sur carton                 | Morlaix, musée des beaux-arts                                              |
|         | Des esclaves jetés aux murènes                                     | 1868     | 142 × 234 cm   | huile sur toile                                      | Calais, musée des beaux-arts, dépôt du Fonds national d'art contemporain,. |
|         | Calypso après le départ d'Ulysse                                   | 1869     |                | huile sur toile                                      | Dinan, château de Dinan                                                    |
|         | À la fontaine                                                      | 1873     | 41,8 × 30,1 cm | huile sur toile                                      | New York, Brooklyn Museum                                                  |
|         | Portrait de Marie Caroline « Zoé » Homon                           | 1875     |                | huile sur toile                                      | Morlaix, musée des beaux-arts                                              |
|         | Le Remords                                                         | 1875     | 376 × 295 cm   | huile sur toile                                      | Paris, musée d'Orsay                                                       |
|         | Raccommodeur de faïence                                            | 1878     | 65,5 × 50,5 cm | huile sur toile                                      | Saint-Brieuc, musée d'Art et d'Histoire                                    |
|         | Scène d'histoire                                                   | 1879     | 90 × 110 cm    | huile sur toile                                      | Vitré, château de Vitré                                                    |
|         | Tzigane à la Porte de Brousse                                      | 1885     | 139 × 104 cm   | huile sur toile                                      | Morlaix, musée des beaux-arts                                              |
|         | Portrait du Dr Le Stir                                             | 1885     | 61,7 × 51,2 cm | huile sur toile                                      | Morlaix, musée des beaux-arts                                              |
|         | La Fin d'un célibataire                                            | 1890     | 245 × 340 cm   | huile sur toile                                      | Morlaix, musée des beaux-arts                                              |
|         | Portrait d'Auguste Baader                                          | 1893     | 90 × 125 cm    | huile sur toile                                      | Morlaix, musée des beaux-arts                                              |
|         | Cléopâtre au tombeau d'Antoine                                     | 1895     |                | huile sur toile                                      | Localisation inconnue.                                                     |
|         | La Mort de Cléopâtre, reine d’Égypte                               | 1899     | 55,5 × 46 cm   | huile sur toile                                      | Rennes, musée des beaux-arts                                               |
|         | L'heure des fauves                                                 | 1904     | 160 × 247 cm   | huile sur toile                                      | Saint-Brieuc, musée d'Art et d'Histoire                                    |
|         | Adieux de Napoléon à Joséphine                                     | 1904     |                | huile sur toile                                      | Alençon, musée des Beaux-Arts et de la Dentelle                            |
|         | L' heure du gouter ou Bretonne racontant une histoire à son enfant | non daté | 90 × 125 cm    | huile sur toile                                      | Rennes, musée des beaux-arts                                               |
|         | Portrait d'Édouard Puyo                                            | non daté |                | huile sur toile                                      | Morlaix, musée des beaux-arts                                              |
|         | Tzigane                                                            | non daté |                | huile sur toile                                      | Roanne, musée des Beaux-Arts et d'Archéologie Joseph-Déchelette            |
|         | Femme en coiffe d'Ille-et-Vilaine                                  | non daté | 52 × 38 cm     | huile sur toile                                      | Rennes, musée des beaux-arts                                               |
|         | Le rappel des abeilles                                             | non daté | 115 × 187 cm   | huile sur toile                                      | Rennes, musée des beaux-arts                                               |
|         | Le dernier matin de Marie-Antoinette                               | non daté | 87 × 123 cm    | huile sur toile                                      | Rennes, musée des beaux-arts                                               |

## Expositions
- Musée des beaux-arts de Morlaix, Au Salon ! Louis-Marie Baader (1828-1920), du 15 juin au 30 septembre 2013.